# Universidad Pontificia de Santo Tomás de Aquino
La Pontificia Universidad de Santo Tomás de Aquino en Roma, comúnmente conocida como Angelicum, es la Universidad de los Dominicos en Roma, y una de las más grandes e importantes universidades pontificias de la ciudad. Dirigida y administrada por miembros de la Orden de Predicadores, concentra la tradición teológica dominicana de todo el mundo.

## Historia

### Edad Media
La Universidad Pontificia de Santo Tomás de Aquino tiene sus raíces en el studium conventuale medieval establecido el 5 de junio de 1222 en el Convento de Santa Sabina en Roma, por la orden Orden Dominica.  Este studium floreció en los siglos siguientes. En 1265 el capítulo de Agnani comandó a Santo Tomas a tener lecciones en el studium de Roma: “Fr. Thome de Aquino iniungimus in remissionem peccatorum quod teneat studium Rome, et volumus quod fratribus qui stant secum ad studendum provideatur in necessariis vestimentis a conventibus de quorum predicatione traxerunt originem. Si autem illi studentes inventi fuerint negligentes in studio, damus potestatem fr. Thome quod ad conventus suos possit eos remittere” (Acta Capitulorum Provincialium, Provinciae Romanae Ordinis Praedicatorum, 1265, n. 12).).

### Edad Moderna
El estudio del Orden en Roma se amplió en 1577 cuando Monseñor Juan Solano, que fue obispo de Cuzco en Perú († 14.1.1580) estableció el Colegio Santo Tomás en el Convento de la Minerva en Roma, cuyos directores tenían que pertenecer o a la provincia de Roma o a la de España. El nuevo Colegio fue abierto también a los alumnos no pertenecientes a la Orden de los dominicos. Al capítulo general de Rome en 1694 P. Antonio Cloche, Maestro General de la Ordine, declaró que el Colegio constituía lo studium generale de la provincia de Roma.
Gracias a la munificencia del cardenal Girolamo Casanate († 2.3.1700), Colegio de Santo Tomás fue enriquecido con la fundación de la Biblioteca Casanatense, illustre centro de estudios filosófico-teológicos en Roma. El 26 de mayo de 1727 Benedicto XIII concedió a los estudios mayores de la Orden, y por tanto también al Colegio de Santo Tomás, el derecho a conferir los grados académicos en Teología a los estudiantes externos.

### Edad Contemporánea
En 1873 el Colegio de Santo Tomás tuvo que abandonar su sede en el Convento della Minerva y buscar refugio en algunos palacios romanos. Sin embargo, en 1882 tuvo lugar la fundación de la Facultad de Filosofía y en 1896 la Facultad de Derecho canónico.
Gracias al interés del Beato Jacinto M. Cormier, O.P., Maestro general, el 2 de junio de 1906 el Colegio de Santo Tomás recibió el título de pontificio por parte de San Pío X, además de la equiparación de las licenciaturas que se impartían a las del resto del mundo.
Por Carta Apostólica de 8 de noviembre y un quirógrafo del sumo pontífice de 17 de noviembre de 1908, se erigió en lugar del Colegio de Santo Tomás el nuevo Colegio Pontificio Angelicum, con sede en Via San Vitale. Este se transfirió en 1932 al edificio expresamente ampliado del antiguo monasterio dominico de los Santos Domingo y Sixto.
En 1950 fue fundado el Instituto de Espiritualidad, incorporado a la Facultad de Teología. En 1952 se fundó el Instituto de Ciencias sociales, incorporado a la Facultad de Filosofía y en 1974 fue elevado al rango de Facultad.
El 7 de marzo de 1963 San Juan XXIII, con motu proprio Dominicanus Ordo, elevó al Angelicum al rango de Universidad Pontificia. Esta posee una sección ecuménica, incorporada a la Facultad de Teología, en el Instituto Ecuménico-patrístico, Greco-Bizantino San Nicolás, a Bari, dirigido por los padre dominicos de la provincia de Santo Tomás de Aquino en Italia. El 2 de julio de 1964 el Instituto superior de ciencias religiosas para laicos Mater Ecclesiæ, fue incorporado a la Universidad Pontificia de Santo Tomás de Aquino. También otras muchas instituciones de estudios filosófico y teológicos quisieron estar en unidad con esta Universidad.

## Profesores
- Gabriel Théry